# Kombinacja norweska na Mistrzostwach Świata w Narciarstwie Klasycznym 2021
Kombinacja norweska na Mistrzostwach Świata w Narciarstwie Klasycznym 2021 rozgrywana była między 26 lutego a 6 marca 2021 w niemieckim Oberstdorfie. Rozegrano pięć konkurencji: zawody metodą Gundersena na dużej i normalnej skoczni, sprint drużynowy na dużej skoczni, sztafetę na normalnej skoczni oraz zawody metodą Gundersena na normalnej skoczni kobiet. W klasyfikacji medalowej triumfowali reprezentanci Norwegii, którzy zdobyli osiem medali, w tym trzy złote.

## Wyniki mężczyzn

### Gundersen HS106/10 km
| Pozycja | Zawodnik           | Narodowość | Wynik   | Strata  |
| ------- | ------------------ | ---------- | ------- | ------- |
| złoto   | Jarl Magnus Riiber | Norwegia   | 23:01,2 | –       |
| srebro  | Ilkka Herola       | Finlandia  | 23:01,6 | +0,4    |
| brąz    | Jens Lurås Oftebro | Norwegia   | 23:02,1 | +0,9    |
| 4.      | Eric Frenzel       | Niemcy     | 23:07,1 | +5,9    |
| 5.      | Akito Watabe       | Japonia    | 23:10,2 | +9,0    |
| 6.      | Fabian Rießle      | Niemcy     | 23:18,0 | +16,8   |
| 7.      | Johannes Lamparter | Austria    | 23:29,8 | +28,6   |
| 8.      | Lukas Greiderer    | Austria    | 24:03,1 | +1:01,9 |
| 9.      | Jørgen Graabak     | Norwegia   | 24:15,0 | +1:13,8 |
| 10.     | Espen Bjørnstad    | Norwegia   | 24:15,5 | +1:14,3 |

### Sztafeta HS106/4x5 km
| Pozycja | Reprezentacja                                                                        | Wynik   | Strata  |
| ------- | ------------------------------------------------------------------------------------ | ------- | ------- |
| złoto   | Norwegia · Espen Bjørnstad · Jørgen Gråbak · Jens Lurås Oftebro · Jarl Magnus Riiber | 43:57,7 | –       |
| srebro  | Niemcy · Terence Weber · Fabian Rießle · Eric Frenzel · Vinzenz Geiger               | 44:40,4 | +42,7   |
| brąz    | Austria · Johannes Lamparter · Lukas Klapfer · Mario Seidl · Lukas Greiderer         | 44:46,8 | +49,1   |
| 4.      | Japonia · Akito Watabe · Hideaki Nagai · Yoshito Watabe · Ryota Yamamoto             | 46:11,1 | +2:13,4 |
| 5.      | Finlandia · Otto Niittykoski · Perttu Reponen · Ilkka Herola · Eero Hirvonen         | 46:36,4 | +2:38,7 |
| 6.      | Francja · Antoine Gérard · Gaël Blondeau · Mattéo Baud · Laurent Muhlethaler         | 46:52,1 | +2:54,4 |
| 7.      | Włochy · Raffaele Buzzi · Aaron Kostner · Samuel Costa · Alessandro Pittin           | 47:23,1 | +3:25,4 |
| 8.      | Czechy · Jan Vytrval · Ondřej Pažout · Lukáš Daněk · Tomáš Portyk                    | 48:19,0 | +4:21,3 |

### Gundersen HS137/10 km
| Pozycja | Zawodnik            | Narodowość | Wynik   | Strata  |
| ------- | ------------------- | ---------- | ------- | ------- |
| złoto   | Johannes Lamparter  | Austria    | 23:11,1 | –       |
| srebro  | Jarl Magnus Riiber  | Norwegia   | 23:48,2 | +37,1   |
| brąz    | Akito Watabe        | Japonia    | 23:56,9 | +45,8   |
| 4.      | Eric Frenzel        | Niemcy     | 25:08,8 | +1:57,7 |
| 5.      | Fabian Rießle       | Niemcy     | 25:09,0 | +1:57,9 |
| 6.      | Ilkka Herola        | Finlandia  | 25:10,1 | +1:59,0 |
| 7.      | Jens Lurås Oftebro  | Norwegia   | 25:15,4 | +2:04,3 |
| 8.      | Espen Andersen      | Norwegia   | 25:21,6 | +2:10,5 |
| 9.      | Laurent Muhlethaler | Francja    | 25:38,2 | +2:27,1 |
| 10.     | Ryōta Yamamoto      | Japonia    | 25:42,6 | +2:31,5 |

### Sprint drużynowy HS137/2x7,5 km
| Pozycja | Zawodnicy                          | Narodowość | Wynik   | Strata  |
| ------- | ---------------------------------- | ---------- | ------- | ------- |
| złoto   | Johannes Lamparter Lukas Greiderer | Austria    | 29:29,7 | –       |
| srebro  | Espen Andersen Jarl Magnus Riiber  | Norwegia   | 30:09,3 | +39,6   |
| brąz    | Fabian Rießle Eric Frenzel         | Niemcy     | 30:37,1 | +1:07,4 |
| 4.      | Ryōta Yamamoto Akito Watabe        | Japonia    | 30:38,9 | +1:09,2 |
| 5.      | Ilkka Herola Eero Hirvonen         | Finlandia  | 31:12,4 | +1:42,7 |
| 6.      | Laurent Muhlethaler Mattéo Baud    | Francja    | 31:36,2 | +2:06,5 |
| 7.      | Ondřej Pažout Jan Vytrval          | Czechy     | 33:40,3 | +4:10,6 |
| 8.      | Andreas Ilves Kristjan Ilves       | Estonia    | 34:00,3 | +4:30,6 |

## Wyniki kobiet

### Gundersen HS106/5 km
| Pozycja | Zawodnik             | Narodowość        | Wynik   | Strata  |
| ------- | -------------------- | ----------------- | ------- | ------- |
| złoto   | Gyda Westvold Hansen | Norwegia          | 13:10,4 | –       |
| srebro  | Mari Leinan Lund     | Norwegia          | 13:24,2 | +13,8   |
| brąz    | Marte Leinan Lund    | Norwegia          | 13:39,2 | +28,8   |
| 4.      | Anju Nakamura        | Japonia           | 13:50,3 | +39,9   |
| 5.      | Tara Geraghty-Moats  | Stany Zjednoczone | 14:19,8 | +1:09,4 |
| 6.      | Annika Sieff         | Włochy            | 14:20,1 | +1:09,7 |
| 7.      | Daniela Dejori       | Włochy            | 14:36,4 | +1:26,0 |
| 8.      | Lisa Hirner          | Austria           | 14:48,9 | +1:38,5 |
| 9.      | Sigrun Kleinrath     | Austria           | 14:49,9 | +1:39,5 |
| 10.     | Ayane Miyazaki       | Japonia           | 14:54,0 | +1:43,6 |

## Klasyfikacja medalowa
| #       | Reprezentacja | Złoto | Srebro | Brąz | Razem |
| ------- | ------------- | ----- | ------ | ---- | ----- |
| 1.      | Norwegia      | 3     | 3      | 2    | 8     |
| 2.      | Austria       | 2     | 0      | 1    | 3     |
| 3.      | Niemcy        | 0     | 1      | 1    | 2     |
| 4.      | Finlandia     | 0     | 1      | 0    | 1     |
| 5.      | Japonia       | 0     | 0      | 1    | 1     |
| Łącznie | Łącznie       | 5     | 5      | 5    | 15    |